# Loulou Rhemrev
Loulou Rhemrev (* 14. leden 1964 v Leidenu, Jižní Holandsko, Nizozemské království) je nizozemská herečka, která se přistěhovala do Německa z Amsterdamu. Je také voiceover.

## Život
V roce 1984 absolvovala Evropskou školu v němčině a jako druhý jazyk si vzala angličtinu. Vystudovala Maastrichskou divadelní akademii v roce 1990.
Hrála v různých filmech, televizi a divadle.
Na počátku 90. let hrála v seriálech De Dageraad a Goede tijden, slechte tijden. Později byla co-star Peter Lusse v seriálu Schiet mij maar lek.
Také propůjčila svůj hlas mnoha reklamám, rozhlasům a televizi.
V roce 1996 hrála v německém seriálu Kobra 11 manažerku dálničního motorestu Mareike Vanstraatenovou.
V roce 2008 hrála v policejním seriálu Spoorloos verdwenen Maaike Bremer. V roce 2009 hrála v psychologickém thriller seriálu Vuurzee.
Je ředitelkou divadelního amatérského klubu.
Mluví nizozemsky, anglicky, německy, ovládá amsterdamský, limburský, achterhoekský a vlámský dialekt.

## Filmografie
- 1991: De Dageraad
- 1991-1994: Goede tijden, slechte tijden
- 1995: Sam sam (epizoda: Ik ben wie ik ben)
- 1996: Kobra 11
- 1999: Baantjer (epizoda: De Cock en de moord uit woede)
- 1999: Krümelchen
- 2002-2004: Schiet mij maar lek
- 2004: Zes minuten (epizoda: Episode #1.3)
- 2006: Intensive Care (epizoda: De act)
- 2006: Keyzer & de Boer advocaten (epizoda: Pindakaas)
- 2008: Spoorloos verdwenen (epizoda: De verdwenen date)
- 2009: Vuurzee
- 2010: We gaan nog niet naar huis (epizoda: Meer dan genoeg)
- 2012: Magnesium